# Коеволуција
Коеволуција је таква еволуција две или више врста, где еволуциона промена у једној врсти утиче на еволуцију друге врсте (других врста). Могло би се рећи да свака врста има улогу селективног притиска за друге врсте, и еволуира као одговор на притисак који оне врше.
Коеволуција може да резултује у посебном виду еколошких односа између врста — мутуализму, или антагонизму.